# Muhammadali xalfa Sobir oʻgʻli

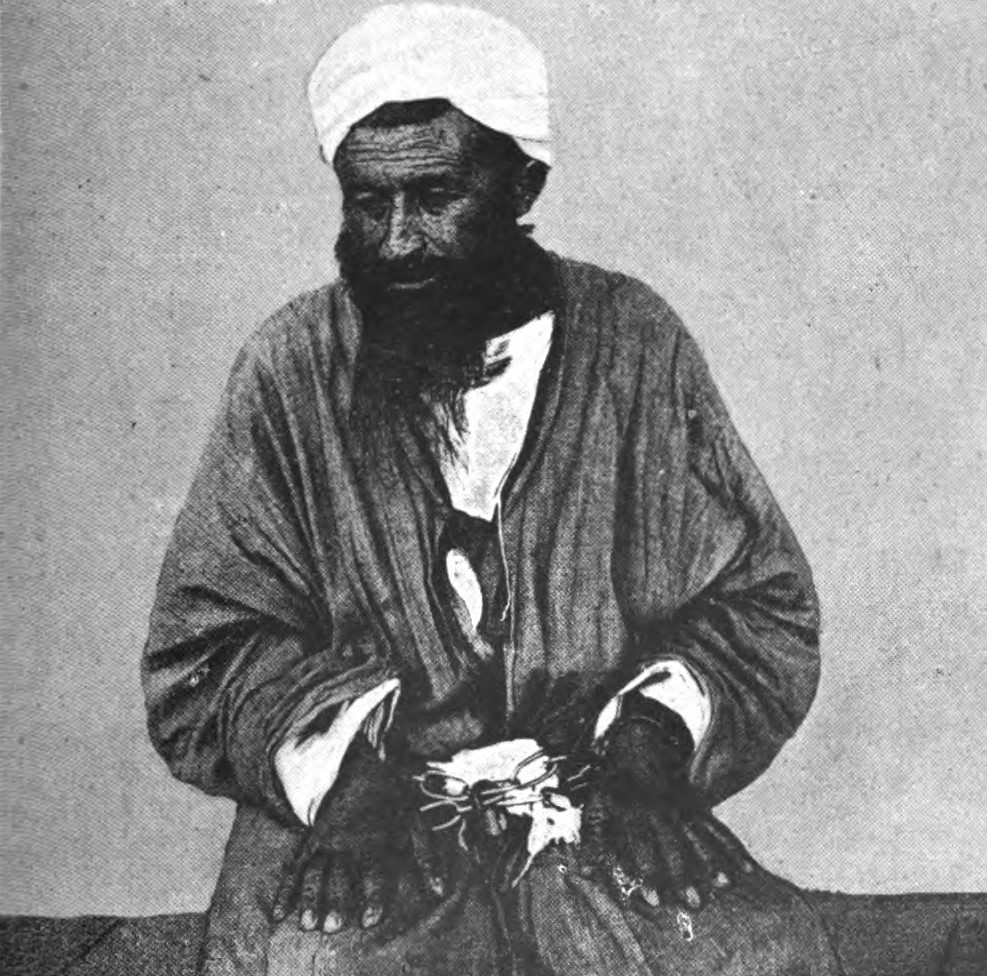
Muhammad Ali Madali

Muhammadali xalfa Sobir oʻgʻli (auch als Dukchi eshon, Madali eshon bekannt) (* 1856 in der Provinz Fargʻona; † 12. Juni 1898 in Andijon) war Īshān (religiöser Führer) des Sufi-Ordens der Naqschbandīya, der sich in der Stadt Andijon in der Provinz Fargʻona des russischen Reiches (heute Teil Usbekistans) konzentrierte und den Aufstand von 1898 gegen den russischen Staat leitete.

## Leben
Muhammad Ali Madali, der versuchte, die Provinz Fargʻona von den Russen zu befreien und den zuvor unabhängigen Khanat Kokand wiederherzustellen, forderte den „Heiligen Krieg“ und führte 2000 Menschen gegen das Russische Reich. Seine Streitkräfte wurden jedoch außerhalb der Stadt Andijon mit dem 20. Bataillon des turkestanischen Militärbezirks blockiert und geteilt. 546 Rebellen wurden vor Gericht gestellt und Muhammadali und fünf seiner engsten Mitarbeiter gehängt. Die meisten Verurteilten waren Kirgisen des Ferghanatals und der Bergregionen Tschatkal, Aksuu und Ketmen-Tobe im Gebiet des modernen südlichen Kirgisistan. Unter ihnen befand sich der Komponist Toktogul Satylganow (1864–1933), der aufgrund falscher Anschuldigungen seiner politischen Feinde im Ketman-Tobe-Tal wegen seiner angeblichen Teilnahme an dem Aufstand in Haft saß.

## Folgen
Der russische Zar setzte den Generalgouverneur von Turkestan von Vrevsky ab und ersetzte ihn durch General Sergey Duxovskiy.
Der Aufstand wurde durch zwei Hauptfaktoren erklärt: der muslimische Aufstand (angeblich vom osmanischen Sultan ermutigt) und die Unfähigkeit der russischen Regierung, die Situation einzuschätzen. In der postsowjetischen Historiographie Zentralasiens wird der Andijon-Aufstand als progressive Anti-Monarchiebewegung beschrieben, die darauf abzielte, einen unabhängigen Staat im Ferghanatal zu schaffen.